# Leptotyphlops unguirostris
Leptotyphlops unguirostris är en kräldjursart som beskrevs av  George Albert Boulenger 1902. Leptotyphlops unguirostris ingår i släktet Leptotyphlops och familjen Leptotyphlopidae. Inga underarter finns listade i Catalogue of Life.